# Юзеф Ковальський
Юзеф Ковальський (пол. Józef Kowalski; 2 лютого 1900 — 7 грудня 2013) — польський військовик, капітан, останній ветеран польсько-радянської війни, супердовгожитель.

## Біографія
Він народився 2 лютого 1900 року в селі Віцинь (нині Смереківка, Львівська область, Україна) в родині Вавжинця (1872—1932) та Гелени (1881—1936) Ковальських. Короткий час був стрільцем австро-угорської армії (вересень-листопад 1918 року). З лютого 1919 року солдат польської армії. У 1920 році під час польсько-більшовицької війни воював у 22-му Підкарпатському уланському полку. Брав участь у битві під Комаровом біля Замостя, де 31 серпня 1920 року польська кавалерія розбила ядро військ кінної армії Будьонного. Це протистояння було найбільшим зіткненням кавалерії в польсько-більшовицькій війні та останнім великим кавалерійським боєм в історії Європи.
У 1920-х роках закінчив офіцерську школу. Звільнився у запас у званні лейтенанта запасу в 1926 році. У міжвоєнний період вів господарство. Другу світову війну провів у німецькому трудовому таборі, звідки йому вдалося втекти разом із товаришем. Після закінчення війни оселився в Пшемиславі у Любуському воєводстві. До 1993 року вів господарство. Коли його здоров'я погіршилося, він віддав землю в державну скарбницю і 9 грудня 1994 року оселився в будинку престарілих у Турську. У свій 110-й день народження він був відзначений Офіцерським хрестом Ордена Відродження Польщі.
Рішенням міністра національної оборони Томаша Семоняка від 15 лютого 2012 року Юзефу Ковальському присвоєно звання капітана Війська Польського.
16 серпня 2012 року, наступного дня після 92-ї річниці Варшавської битви, йому було присвоєно звання почесного громадянина Воломіна. Юзеф Ковальський також був почесним громадянином Радзиміна.
Помер 7 грудня 2013 року у віці 113 років. 11 грудня 2013 року похований на цвинтарі в Кшешицях.

## Нагороди
- Офіцерський хрест Ордена Відродження Польщі — 2010[13]
- Медаль «Pro Memoria» — 2010[14]
- Національний спортивний значок[15]
- Відзнака «Заслуги перед Варшавою» (№ 1391) — 2010[16]